# Bow (Burkina Faso)
Pour les articles homonymes, voir Bow.
Bow est une commune rurale située dans le département de Zamo de la province de Sanguié dans la région du Centre-Ouest au Burkina Faso.

## Géographie
La commune est localisée à proximité du fleuve Mouhoun.